# Радиотехнический факультет КПИ
Радиотехнический факультет КПИ им. Игоря Сикорского (РТФ КПИ им. Игоря Сикорского) — факультет в составе Национального технического университета Украины «Киевского политехнического института имени Игоря Сикорского». Осуществляет подготовку бакалавров, магистров и докторов философии по специальностям и направлениям, связанным с радиотехникой и электроникой.

## История
История радиотехнического факультета Киевского политехнического института (КПИ) берет своё начало в 1920-х годах; основоположником его создания считается известный украинский специалист в области радиотехники Владимир Владимирович Огиевский.
В 1921 году В. В. Огиевский переезжает в Киев, где начинает преподавать радиотехнику в Киевском военном училище связи и на электротехническом факультете КПИ, на котором в том же году организовывает радиолабораторию. Создание радиолаборатории стало базой для развития радиотехнической специальности, а в дальнейшем — радиотехнического факультета.
В 1924 году под руководством В.Огиевского была построена первая на Украине, и третья в СССР станция радиовещания.
В том же 1924 году для удовлетворения всевозрастающего интереса студентов и сотрудников КПИ к радиоделу в стенах радиолаборатории под руководством В. Огиевского был организован радиокружок.
В 1925 году, вышла в эфир первая в СССР любительская коллективная радиостанция — R1KPI (Россия — Первая — Киевский — Политехнический — Институт), вся приемо-передающая аппаратура которой была изготовлена членами радиокружка В.Огиевского. Учитывая огромное количество желающих заниматься радиоделом и авторитет В.Огиевского — любителям выделили прекрасные просторные помещения в старинном корпусе Химико-технологического факультета КПИ. С 1926 года коллективная радиостанция КПИ выходила в эфир позывным EU-058-RU.
В 1928 году было выпущено два первых инженера-электрика по радио-специальности.
В 1929 г. в КПИ выделены специализации по «транспортной связи» и «радиотехники и радистов».
В 1930 г. электротехнический факультет выделен и реорганизован в Киевский энергетический институт (КЭИ), в котором был создан радиотехнический факультет и кафедра радиотехники (заведующий кафедрой и декан радиотехнического факультета — В. В. Огиевский). 1930 год считается годом рождения радиотехнического факультета КПИ.
С 1931 г. на радиотехническом факультете начался регулярный выпуск радиоинженеров.
В 1934 г. КЭИ реорганизован в Киевский индустриальный институт (КИИ), куда радиотехнический факультет вошёл только как специальность с лабораториями: общей радиотехники и электровакуумных приборов, приемо-передающих устройств и акустики, радиопередающих устройств, телевидения и источников питания.
В 1938 г. радио-специальность в КИИ преобразовано в специальный факультет и из кафедры радиотехники выделена кафедра приемо-передающих устройств (заведующий кафедрой профессор С. И. Тетельбаум). Деканами спецфакультета были Н. А. Правдолюбов, Ф. Ф. Шапошников, Л. А. Радченко. В составе факультета было две кафедры: радиотехники (заведующий В. В. Огиевский) и приемо-передающих устройств.
В 1941 году, в связи с началом войны КИИ эвакуирован в Ташкент и включен в состав Среднеазиатского индустриального института. Деканом радиотехнического факультета и заведующий кафедрой радиотехники был С. И. Тетельбаум, а с 1943 года кафедру радиоприемных устройств возглавил Н. Ф. Воллернер. В этот период факультет выполнял важные оборонные научно-исследовательские работы.
В 1944 г. восстановлено название КПИ и коллектив института вернулся в Киев. В послевоенные годы радиотехнический факультет (декан В. В. Огиевский) продолжает своё развитие. Кафедру приемо-передающих устройств разделено на две: радиопередающих устройств (заведующий С. И. Тетельбаум) и радиоприемных устройств (заведующий Н. Ф. Воллернер). Подготовку инженеров по специальности «Радиотехника» обеспечивали три специальные кафедры радиотехнического факультета, а с 1956 г. также по специальности «Конструирование и производство радиоаппаратуры».
В 1952 г. в состав радиотехнического факультета вошли специальности «Диэлектрики и полупроводники» (заведующий кафедрой Н. Н. Некрасов) и «Электронные приборы» (заведующий кафедрой А. И. Вишневский) расформированного инженерно-физического факультета, но в 1962 г. на базе этих кафедр создается факультет радиоэлектроники. В составе факультета остаются четыре специальные кафедры — теоретических основ радиотехники (заведующий кафедрой В. В. Огиевский), радиопередающих устройств (заведующий кафедрой В. П. Тараненко), радиоприемных устройств (заведующий кафедрой Н. Ф. Воллернер) и кафедра математической физики (заведующий кафедрой Н. С. Смогоржевский). В 1968 г. для улучшения подготовки специалистов создана кафедра конструирования и производства радиоаппаратуры (заведующий кафедрой Ю. В. Михацкий).
На сегодняшний день на радиотехническом факультете работают четыре кафедры: теоретических основ радиотехники (заведующий кафедрой Ф. Ф. Дубровка); радиотехнических устройств и систем (заведующий кафедрой С. Я. Жук); кафедра радиоконструирования и производства радиоаппаратуры (заведующий кафедрой Э. А. Нелин) и кафедра радиоприема и обработки сигналов (заведующий кафедрой А. В. Мовчанюк).

## Наука на факультете
Масштабная научно-исследовательская работа на факультете началась после его возвращения из эвакуации в Киев в 1944 году. Наиболее весомыми были работы члена-корреспондента Академии наук УССР С. И. Тетельбаума, который в 1949 году основал научное направление мощной электроники СВЧ и уже в 1956 году впервые в СССР созданы конструкции новых мощных электронных приборов СВЧ.
Следует отметить оригинальные работы в области радиосвязи по созданию системы радиопередачи с амплитудно-фазовой модуляцией, развитой в дальнейшем в работе Кана, а также основополагающие работы С. И. Тетельбаума в области рентгеновской томографии.
С 1959 года на РТФ начались работы по созданию мощных усилительных ламп бегущей волны и фундаментальным теоретическим исследованиям в этом направлении.
На РТФ, начиная с 1950-х годов, проводились работы в области теории цепей. В 1957 году Я. К. Трохименко опубликована первая советская работа по современной методике анализа транзисторных цепей, получившая развитие во многих работах, некоторые из них:.
В те же годы проводились исследования по промышленному применению токов ВЧ, антенной технике, фазометрии, ферритовым термисторам.
В 1960-е годы на факультете организована научная группа, которая разрабатывала электронные СВЧ устройства управления поляризацией и фазой выходного сигнала. Проводились разработки волноводных конструкций управления фазой, электродинамических систем мощных электронных СВЧ устройств и ускорителей заряженных частиц.
С 1970-х на РТФ получила развитие твердотельная электроника, разработаны методы расчета генераторов и усилителей миллиметрового диапазона для волн на лавинно-пролетных диодах и диодах Ганна.
В 1989 году руководитель новой отраслевой научно-исследовательской лаборатории сверхвысокочастотной твердотельной электроники и радиоизмерительной техники проф. М. Е. Ильченко вместе с группой специалистов из отраслевых институтов удостоены Государственной премии СССР в области науки и техники за создание основ теории и внедрение радиоэлектронной аппаратуры на новой элементной базе, в частности, диэлектрических резонаторах.
В 1990-е годы на РТФ начались работы по медицинской радиоэлектронике и была создана соответствующая медицинская специализация, обучение и научные работы по которой в настоящее время продолжаются на кафедрах ТОР, КиПРА, РОС.
Тогда же и по настоящее время проводятся работы по созданию новой антенной техники. Разработан и внедрен в серийное производство ряд крупных модифицированных антенн Кассегрена для земных станций спутниковых информационных систем нового поколения, которые стали предметом экспорта Украины высокотехнологичной продукции в Россию, Италию, Казахстан.

## Специальности и направления подготовки
Факультет готовит бакалавров по специальности 172 «Телекоммуникации и радиотехника», а также магистров и докторов философии по специализациям «Радиосистемная инженерия», «Радиосвязь и обработка сигналов», «Радиотехнические информационные технологии» и «Интеллектуальные технологии микросистемной радиоэлектронной техники».

## Подготовка научных кадров
На факультете действует специализированный ученый совет по защите кандидатских и докторских диссертаций по специальности «Телекоммуникации и радиотехника».

## Подразделения

### Кафедры
- Кафедра теоретических основ радиотехники
- Кафедра радиоприема и обработки сигналов
- Кафедра радиотехнических приборов и систем
- Кафедра радиоконструирования и производства радиоэлектронной аппаратуры

### Научные издания
- Международный научно-технический журнал «Известия высших учебных заведений. Радиоэлектроника» (англ. версия Radioelectronics and Communications Systems)
- Вісник НТУУ «КПІ». Серія Радіотехніка. Радіоапаратобудування.

## Преподаватели факультета
В разные годы на РТФ работали ученые: В. В. Огиевский, член-корреспондент АН СССР С. И. Тетельбаум, Н. Т. Бова, Н. Ф. Воллернер, В. П. Тараненко, заслуженный деятель науки и техники Украины Я. К. Трохименко, Ю. Л. Мазор, Р. М. Домбругов и другие.

## Известные выпускники
- Вергелесов, Валерий Владимирович — заместитель генерального директора Национальной телекомпании Украины[32]
- Гондюл, Валерий Петрович — лауреат Премии ЮНЕСКО, заместитель министра образования Украины по вопросам науки и высшей школы (1992—1995 гг)[33]
- Деркач, Виталий Павлович — советский кибернетик, лауреат Государственной премии СССР, заслуженный деятель науки УССР, заместитель директора Института кибернетики АН УССР[34]
- Забара, Станислав Сергеевич — украинский ученый-кибернетик, директор Института компьютерных технологий Университета «Украина»[35]
- Згурский, Валентин Арсентьевич — государственный и политический деятель, гендиректор производственного объединения им. С. П. Королева[36]
- Иванов Николай Андреевич — главный метролог НАН Украины[37]
- Ильченко Михаил Ефимович[укр.] — украинский ученый в области радиоэлектроники и телекоммуникаций, академик НАН Украины[38]
- Лапий, Виктор Юрьевич — заместитель главного конструктора НИИ «Гидроприбор» по разработке программно-технического комплекса «Звезда»[39]
- Плотников, Вилен Николаевич — главный конструктор семейства ЭВМ «Карат» — первых в СССР встраиваемых унифицированных ЭВМ для ВМФ[40]
- Романченко, Александр Ефимович — советский и российский физик, специалист в области физики ускорителей[41]
- Скрипка, Олег Юрьевич — украинский музыкант-мультиинструменталист и общественный деятель, актёр, вокалист, автор песен, лидер группы «Вопли Видоплясова»[42]
- Тетельбаум, Семён Исаакович — учёный в области радиотехники и электротехники, член-корреспондент АН СССР

## День факультета
Начиная с середины 1970-х годов студентами радиотехнического факультета КПИ ежегодно поддерживается традиция организации празднования их профессионального праздника, — «Дня радио» и дня рождения факультета. Формат празднования мероприятия пришёл от вузов центральной Европы. Начиная с 2006 года, мероприятие получило широкий отклик в силу его нового формата: Rado Day. Это ежегодная open-air вечеринка, посвященная всем работникам телевидения, радио и связи, собирающая тысячи гостей и поклонников dance-музыки, которая происходит в середине мая на площади знаний КПИ.